# Symploce kanemensis
Symploce kanemensis är en kackerlacksart som beskrevs av Roth, L. M. 1987. Symploce kanemensis ingår i släktet Symploce och familjen småkackerlackor.
Artens utbredningsområde är Tchad. Inga underarter finns listade i Catalogue of Life.